# Os Fundamentos da Aritmética
Os Fundamentos da Aritmética (em alemão:  Die Grundlagen der Arithmetik), com o subtítulo Uma Investigação Lógico-Matemática sobre o Conceito de Número (em alemão:  Eine logisch-mathematische Untersuchung über den Begriff der Zahl), é uma das principais obras de Gottlob Frege. O tema do livro é a explicação do conceito de "número" ou "quantidade". Usando este conceito fundamental, Frege delineia seu programa logicista, isto é, a redução da matemática à lógica. O livro contém tanto observações sobre o contexto teórico deste programa quanto o esboço de uma implementação prática. Ao contrário da Begriffsschrift publicada cinco anos antes, Frege dispensa uma notação formal; teoremas e definições são expressos em linguagem natural, e apenas a ideia de prova é indicada nos argumentos. Uma implementação formalizada do programa logicista, utilizando a notação da Begriffsschrift, é encontrada mais tarde em Grundgesetze der Arithmetik (1893 e 1903).
A abordagem de Frege, que orienta sua investigação com base em observações sobre o uso da linguagem natural, teve uma grande influência na posterior Filosofia Analítica.

## A Teoria do Logicismo
O programa do logicismo, conforme apresentado por Frege em 'Os Fundamentos', fundamenta-se essencialmente em seu antipsicologismo e na convicção de que as sentenças da aritmética são analíticas.

### Antipsicologismo
Para Frege, os objetos matemáticos são objetivos, porém abstratos. Ele se opõe à concepção de que eles existem apenas no pensamento: "Assim, o número também é algo objetivo. [...] Portanto, entendo por objetividade uma independência de nossos sentimentos, observações e representações [...]." Isso também significa que em provas matemáticas não se deve recorrer à intuição ou à observação. Ou seja, Frege não pode aceitar que "o matemático esteja satisfeito quando cada transição para um novo juízo parece correta, sem indagar sobre a natureza desse parecer, se é lógico ou intuitivo". Segundo Frege, em uma demonstração, cada passo deve ser coberto por uma regra de inferência e as regras permitidas devem ser especificadas antecipadamente, uma demanda que só pode ser realizada em um sistema formal como a notação de Frege: "A demanda é, portanto, incontestável, evitar todos os saltos na dedução. [...] Para evitar esses inconvenientes, eu concebi minha 'Begriffsschrift'.

### Analiticidade da Aritmética
Frege discorda da visão de Immanuel Kant de que os teoremas da aritmética representam juízos sintéticos a priori, ou seja, sentenças que não são puramente conceituais e ainda assim independentes da experiência. (Ele aceita essa avaliação no caso da geometria: "Ao chamar as verdades geométricas sintéticas e a priori, [Kant] revelou sua verdadeira natureza.".
Ainda mais distante do que a visão de Kant está a de John Stuart Mill, que considera as sentenças da aritmética como a posteriori, ou seja, dependentes da experiência.
Frege, por outro lado, acredita que a aritmética é analítica, ou seja, é possível reduzir suas sentenças puramente a verdades lógicas. "Agora é uma questão de encontrar a prova e rastreá-la até as verdades fundamentais. Se, ao longo deste caminho, nos deparamos apenas com leis lógicas gerais e definições, então temos uma verdade analítica". Sua visão se baseia principalmente no fato de ter conseguido atribuir a regra de inferência da indução completa, que é usada apenas na matemática e, portanto, parece ter um caráter não lógico, a uma definição: "E assim foi possível demonstrar que a inferência de n para (n+1), que geralmente é considerada como peculiarmente matemática, se baseia em formas de inferência lógicas gerais.". Esta definição, que deve ser considerada como uma das realizações destacadas do matemático Frege, ele já havia formulado na Begriffsschrift; nos "Fundamentos".
Os enunciados da aritmética podem, portanto, ser reduzidos a definições, porém estas são muito mais complexas do que aquelas que aparecem nos exemplos de Kant para sentenças analíticas. Kant aparentemente subestimou o poder criativo da definição: "As definições mais fecundas traçam linhas de demarcação que ainda não existiam. O que pode ser inferido delas não é imediatamente evidente [...]. Essas conclusões ampliam nosso conhecimento e, portanto, segundo Kant, devem ser consideradas sintéticas; no entanto, podem ser demonstradas puramente logicamente e, portanto, são analíticas".

## A Prática do Logicismo: Definição do Número
Aproximadamente a primeira metade do ensaio de Frege trata de sua crítica a filósofos e matemáticos que tentaram definir o conceito de número. Na segunda metade, ele apresenta sua própria definição e tenta mostrar que ela está livre das dificuldades mencionadas anteriormente.

### Crítica de Frege aos seus predecessores
Frege examina várias visões sobre a natureza das sentenças da aritmética, dos números e da unidade. Ele deduz a partir dessas aporias e demonstra que são insustentáveis. Por exemplo, ele mostra que a prova de "2 + 2 = 4" de Gottfried Wilhelm Leibniz, que aparentemente se baseia apenas em definições, é falha.
Ele também critica a visão de Ernst Schröder, segundo a qual os números surgem de coleções de coisas por meio de abstração, ao se desprezar todas as outras propriedades das coisas, exceto sua quantidade. Coleções de coisas não podem ser a base dos números, pois é possível atribuir números diferentes à mesma coleção: "[Posso] considerar a Ilíada como 1 poema, como 24 cantos ou como um grande número de versos. [...] Da mesma forma, um objeto ao qual posso atribuir diferentes números com igual justificativa não é o portador real de um número".
Frege também examina tentativas de derivar números de "unidades", caracterizadas por sua indivisibilidade. Ele observa que não se pode presumir a indivisibilidade da unidade em todos os casos: "No entanto, há casos em que não se pode evitar pensar na divisibilidade, onde até mesmo a conclusão se baseia na composição da unidade, por exemplo, na tarefa: um dia tem 24 horas, quantas horas têm 3 dias.".
Além disso, a tentativa de derivar números de unidades enfrenta a dificuldade de saber se essas unidades são iguais ou diferentes entre si. Thomas Hobbes defende, por exemplo, a opinião de que essas unidades devem ser iguais (uma visão semelhante é compartilhada por David Hume). No entanto, se essas unidades são realmente iguais, então aparentemente não pode haver mais distinção entre elas, levantando a questão de como podemos falar sobre múltiplas entidades. Por essa razão, René Descartes mantém o ponto de vista oposto, argumentando que as unidades devem ser diferentes umas das outras. William Stanley Jevons defende a mesma visão, indo até afirmar que, na expressão "1 + 1", os dois uns são diferentes entre si. Segundo Frege, isso tornaria a equação "1 = 1" falsa, portanto, a visão de Jevons é insustentável. Ele resume a discussão da seguinte forma: "Se quisermos derivar números da composição de diferentes objetos, obtemos uma coleção na qual os objetos contêm exatamente as propriedades pelas quais são distintos, e isso não é número. Por outro lado, se quisermos formar números pela agregação do igual, isso sempre se une em um só, e nunca chegamos a uma pluralidade".
Tentativas de analisar os números através de unidades sofrem, além disso, da dificuldade fundamental de que mal se aplicam ao um e ainda menos ao zero.

### A própria análise de Frege
O ponto de partida de Frege para resolver as dificuldades é a compreensão de "que a indicação numérica contém uma afirmação de um conceito". "Conceito" é definido por Frege na seção 70 da seguinte forma: "Se separarmos na frase 'A Terra tem mais massa que a Lua' 'a Terra', obtemos o conceito 'ter mais massa que a Lua'". Um conceito é, portanto, o que na lógica moderna é chamado de predicado. Frege atribui números não a objetos, mas a conceitos. Com isso, resolve-se a dificuldade de que o mesmo objeto (por exemplo, a Ilíada) pode ser designado por números diferentes (1 poema, 24 cantos). O objeto é então descrito por diferentes conceitos, e é a estes, não ao objeto em si, que o número pertence. O número zero também deixa de apresentar dificuldades: "Quando digo 'Vênus tem 0 luas', não há lua alguma [...] da qual algo possa ser afirmado, mas ao conceito 'lua de Vênus' é atribuída uma propriedade, a saber, a de não ter nada sob ela". Frege observa que considerações semelhantes já são encontradas em Spinoza.
Frege pode agora também resolver as dificuldades relacionadas à "unidade". Para ele, uma unidade é um conceito que designa uma coisa cujas partes não têm mais o mesmo conceito. Um exemplo de unidade é o conceito de "sílaba": partes de uma sílaba não são sílabas. Por outro lado, partes de coisas vermelhas também podem ser vermelhas, portanto, o conceito de "vermelho" não é uma unidade. Conceitos dos quais números são afirmados devem sempre ser unidades. "Unidade em relação a um número finito só pode ser um conceito que determina o que cai sob ele e não permite nenhuma divisão arbitrária.". Frege agora passa a definir os números como objetos independentes, como são usados na matemática. Essa definição também é aplicável às afirmações numéricas em linguagem natural, apenas exigindo que uma frase como "Júpiter tem quatro luas" seja reformulada como "O número de luas de Júpiter é quatro".
Freges primeiro ensaio de definição consiste em definir "o número que corresponde ao conceito F = o número que corresponde ao conceito G" como "entre F e G, existe uma correspondência biunívoca"; na terminologia de Frege: os dois conceitos são "do mesmo número" (ver sua definição na seção 72). Ele credita a Hume a descoberta dessa relação, na literatura esse princípio é ocasionalmente chamado de "princípio de Hume" (Hume’s principle). No entanto, o princípio de Hume não é uma definição, pois, segundo ele, não podemos decidir se o número atribuído a F é idêntico a qualquer coisa arbitrariamente escolhida ou não, isso só pode ser decidido se a outra coisa também for um número: "[Quando introduzimos a expressão 'o número que corresponde ao conceito F', só faz sentido para a equação se ambos os lados tiverem a forma mencionada anteriormente. Não poderíamos julgar se uma equação é verdadeira ou falsa se apenas um lado tiver essa forma]".
Frege define, portanto, da seguinte maneira: "O número que corresponde ao conceito F é o escopo do conceito 'do mesmo número que o conceito F'". No entanto, Frege está ciente de que ainda não definiu "escopo de um conceito". Somente nos Grundgesetzen der Arithmetik ele introduzirá os escopos dos conceitos (axiomaticamente). De qualquer forma, Frege entende o escopo de um conceito como o que hoje chamamos de conjunto. O escopo do conceito "do mesmo número que o conceito F" é, portanto, o conjunto de todos os conceitos que são do mesmo número que F.
A partir dessa definição, o princípio de Hume pode ser derivado. Frege define o número 0 e prova algumas de suas propriedades. Ele então estabelece o que significa que dois números são consecutivos. A partir dessa definição, ele pode deduzir que existem infinitos números.

## Sobre a consistência da proposta de Frege
Na obra posterior Grundgesetze der Arithmetik, a implementação prática do programa logicista, como foi indicado nos Grundlagen, é precisada e expandida em vários aspectos. Em primeiro lugar, todas as provas são realizadas de forma rigorosamente formal. Em segundo lugar, os teoremas provados abrangem muitas outras partes da aritmética. Em terceiro lugar, os escopos dos conceitos são introduzidos de forma axiomática, estabelecendo assim o verdadeiro fundamento do programa (stricto sensu, Frege introduz "cursos de valores" de funções, que são equivalentes aos escopos dos conceitos). No entanto, esse fundamento se revela frágil: Bertrand Russell descobre aqui uma contradição ("paradoxo de Russell") e o trabalho de toda a vida de Frege desmorona. O próprio Russell fica encarregada, juntamente com Alfred North Whitehead, de apresentar a primeira implementação do programa logicista nos Principia Mathematica (1910).
A inconsistência nas Grundgesetzen também afeta os Grundlagen, pois este trabalho também faz uso da caracterização dos escopos dos conceitos, que é contraditória em última instância. A pesquisa moderna sobre Frege (incluindo George Boolos) descobriu que pelo menos o princípio de Hume é consistente e que, com base nele, o programa logicista pode ser realizado por meio do teorema de Frege, o que levou à formação do Neo-Logicismo.